# Lolo Letalu Matalasi Moliga

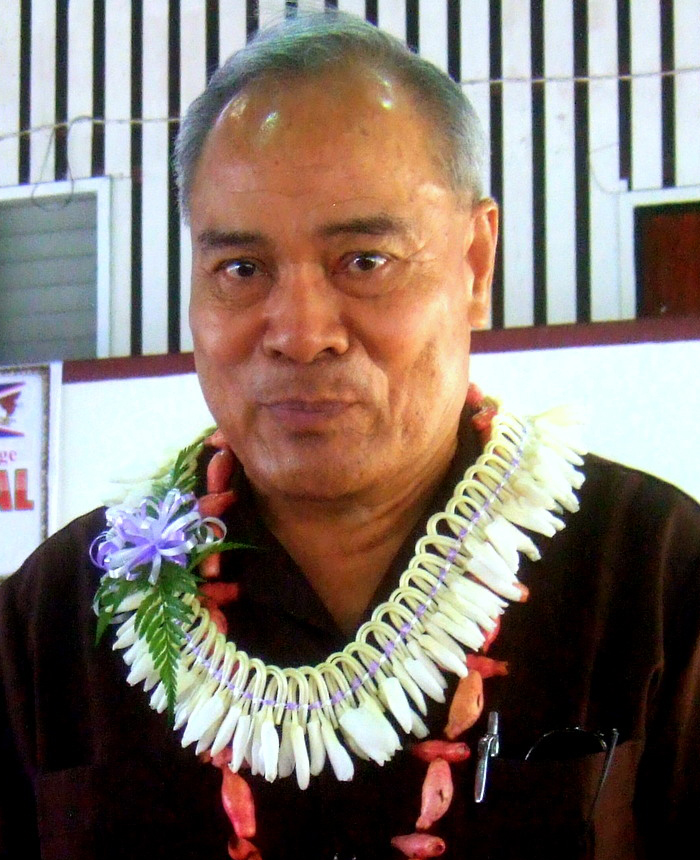
Lolo Letalu Matalasi Moliga

Lolo Letalu Matalasi Moliga (* 12. August 1947 in Taʻū, Amerikanisch-Samoa) ist ein US-amerikanischer Politiker. Er war von 2013 bis 2021 Gouverneur von Amerikanisch-Samoa.

## Werdegang
Lolo Moliga besuchte die öffentlichen Schulen seiner Heimat und anschließend das Chadron State College in Nebraska. Später studierte er öffentliche Verwaltung an der University of San Diego in Kalifornien. Er begann seine berufliche Laufbahn als Lehrer. Später wurde er im Bildungsministerium von Amerikanisch-Samoa Verwalter der Grund- und Hauptschulen. Gleichzeitig schlug er eine politische Laufbahn ein. Er war in der Haushaltsabteilung und dann als Procurement Officer der Territorialregierung angestellt. Für vier Legislaturperioden war er Abgeordneter im Repräsentantenhaus von Amerikanisch-Samoa. Danach gehörte er dem dortigen Senat an. Er war zwischenzeitlich auch in der Bauindustrie tätig. Von 2008 bis 2012 war er Präsident der Development Bank of American Samoa. 
Im Jahr 2012 wurde Lolo Moliga als Nachfolger von Togiola Talalelei A. Tulafono zum neuen Gouverneur von Amerikanisch-Samoa gewählt. Als unabhängiger Kandidat setzte er sich bei der Wahl gegen den demokratischen Vizegouverneur Faoa Aitofele Sunia durch. Er trat sein Amt am 3. Januar 2013 an; sein Vizegouverneur war Lemanu Peleti Mauga, der am 3. Januar 2021 auch sein Nachfolger wurde.